# Cerro Arenas
Il Cerro Arenas è una montagna delle Ande. Si trova nella Regione Metropolitana di Santiago, in Cile ed è alta 4450 metri.